# Hohokam

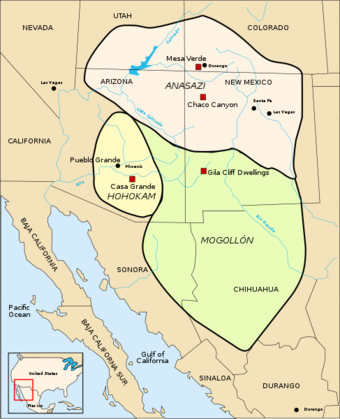
Mapa obszaru Hohokam

Hohokam – plemię Indian Ameryki Północnej zamieszkujące w okresie od około 450 do 1500 roku okolice dzisiejszego miasta Phoenix, stolicy stanu Arizona. Wsławili się budową rozległych kanałów irygacyjnych nawadniających pola o łącznym obszarze nawet 70 tys. akrów. Potomkami Indian Hohokam jest lud Pima. Upadek cywilizacji Hohokam datowany jest na okres od 1150 do 1450 i związany jest z nasileniem się okresów suchych. 